# Bertil Wennerholm
Johan Bertil Ragnar Wennerholm, född 16 februari 1942 i Annedals församling i Göteborgs och Bohus län, är en svensk militär och militärhistoriker.

## Biografi
Wennerholm blev fänrik i flygvapnets reserv 1964 och löjtnant i reserven 1966. Han avlade civilingenjörsexamen i elektronik vid Chalmers tekniska högskola i Göteborg 1968, varefter han var försäljningsingenjör vid Transmissionsdivisionen i Telefonaktiebolaget L M Ericsson 1968–1971. Åren 1971–1991 tjänstgjorde han vid Försvarets materielverk: som byrådirektör från 1971, vid Stridsledningsavdelningen i Huvudavdelningen för flygmateriel från 1974, som avdelningsdirektör från 1978, vid Telekrigföringssektionen i Elektronikavdelningen vid Huvudavdelningen för marinmateriel från 1983, som överingenjör och chef för ElektroS i Huvudavdelningen för flygmateriel från 1986, som tillförordnad chef för Samordningsbyrån i Elektronikavdelningen i Huvudavdelningen för marinmateriel 1988–1989 och som ordinarie chef för Samordningsbyrån 1989–1991. Under denna tid utnämndes han till kapten i flygvapnets reserv 1972 och till major i flygvapnets reserv 1986. Åren 1991–1993 tjänstgjorde han som expert inom telekrigföring vid Operationsledningen i Försvarsstaben, befordrad till överstelöjtnant 1992. Han var chef för FlygSER 1993–1994, varefter han var överingenjör och chef för FlygE vid Försvarets materielverk 1994–1996. Han utnämndes till överstelöjtnant med särskild tjänsteställning 1994. År 1996 befordrades han till överste, varefter han var chef för Telekrigsektionen vid Högkvarteret 1996–1998, var av regeringen förordnad ledamot av Arbetsgruppen Informationskrigföring 1997–1999 och stod till förfogande för chefen för Ledningssystemavdelningen vid Högkvarteret 1998–1999 för slutförande av huvudstudien om ledningskrigföring. Wennerholm inträdde i flygvapnets reserv 1999.
Wennerholm avlade filosofie kandidat-examen i historia vid Stockholms universitet 2001 och avlade filosofie magister-examen i historia där 2006. Han var ledamot av styrelsen för Armémusei vänner 1991–2003 och storkansler i Tempelherreorden Skandinavien 2001–2002. Han är ledamot av Svenska Vapenhistoriska Sällskapet sedan 1986 och ledamot av Svenska militärhistoriska kommissionen sedan 1992. Han ingår i redaktionskommittén för forskningsprojektet Försvaret och det kalla kriget sedan 2003.
Bertil Wennerholm invaldes 1996 som ledamot av Kungliga Krigsvetenskapsakademien.